# Mercado mayor de Coche
El Mercado mayor de Coche es un mercado mayorista que es administrado por la Integral de Mercados y Almacenes (Inmerca) una dependencia de la Alcaldía del Municipio Libertador de Caracas. Se localiza entre la Calle Zea y la Avenida Intercomunal del Valle, en la Parroquia Coche en el sureste del Municipio Libertador del Distrito Capital y al sur del Distrito Metropolitano de Caracas, al centro norte del país sudamericano de Venezuela.
Se trata de un espacio de 16 hectáreas localizado cerca del Hospital Periférico de Coche la Iglesia parroquial Nuestra Señora de la Luz y varios complejos residenciales. Más al sur se encuentra entre otras estructuras el Hipodrómo La Rinconada y el Poliedro de Caracas. La Alcaldía de Caracas además posee terrenos donde funciona otra de sus dependencias la Corporación de Servicios Municipales. Posee su propia estación del Metro de Caracas llamada Mercado.
Existen varios proyectos para trasladar el Mercado hacia el sector de La Rinconada más al sur de la misma parroquia, debido a que el espacio actual se ha hecho insuficiente como consecuencia de la expansión de las actividades comerciales que se realizan allí.